# Krisna nigrifrons
Krisna nigrifrons är en insektsart som beskrevs av Baker 1919. Krisna nigrifrons ingår i släktet Krisna och familjen dvärgstritar. Inga underarter finns listade i Catalogue of Life.